# Tridentella vitae
Tridentella vitae là một loài chân đều trong họ Tridentellidae. Loài này được Bruce miêu tả khoa học năm 1984.